# William John Conway
William John Conway (Belfast, Irlanda do Norte, 22 de janeiro de 1913 - Armagh, Irlanda do Norte, 17 de abril de 1977) foi arcebispo de Armagh, primaz de toda a Irlanda e cardeal.

## Biografia
William Conway nasceu na área de Falls Road, em Belfast, diocese de Down e Connor, um dos nove filhos de Patrick Conway, um pintor de casas autônomo que administrava uma loja de tintas, e de Annie Donnolly. Havia nove filhos na família: quatro meninos e cinco meninas.
O futuro cardeal estudou na Escola Primária Boundary Street e, posteriormente, com os Irmãos Cristãos na Barrack Street, perto de Divis Flats. Enquanto estudava na Queen's University, graduou-se com honras em literatura inglesa. Conway foi ordenado em 20 de junho de 1937, na capela do Saint Patrick's College, Maynooth, por Francis Joseph Wall, bispo auxiliar de Dublin. Doutorou-se em teologia no St. Patrick's College em 1938, e trabalhou seis semanas na paróquia de Ballymena, no Condado de Antrim, antes de ir para Roma para estudos adicionais em direito canônico em 1938, obtendo o doutorado pela Pontifícia Universidade Gregoriana em 1941.
Ao voltar de Roma, Padre William foi membro do corpo docente do Seminário Maior de St. Malachias, 1940-1947, lecionando inglês e latim. Ele era um colaborador regular do The Irish Theological Quarterly, fornecendo respostas especializadas a problemas morais. Suas intervenções foram eventualmente reunidas em seu único livro publicado: “Problems of Canon Law” (1950). Também foi membro do corpo docente do St. Patrick's College, Maynooth, de 1947 a 1957 e reitor, de 1957 a 1958.

### Episcopado
O Papa Pio XII nomeou-o Bispo Titular de Neve e Bispo Auxiliar de Armagh em 31 de maio de 1958. A consagração episcopal foi dada no dia 27 de julho seguinte, na Catedral Metropolitana de São Patrício, em Armagh, por John Cardeal Francis D'Alton, arcebispo de Armagh, auxiliado por Neil Farren, bispo de Derry, e por William MacNeely, bispo de Raphoe. Seu lema episcopal era "Praedicare Evangelium".
Bispo Conway participou de todas as quatro sessões do Concílio Vaticano II de 1962 a 1965. Em 10 de setembro de 1963, ele recebeu a nomeação como arcebispo de Armagh e primaz de toda a Irlanda. Conway foi o primeiro homem de Belfast a se tornar chefe da Igreja Católica na Irlanda.

### Cardinalato
Criado cardeal-presbítero no consistório de 22 de fevereiro de 1965; recebeu o barrete vermelho e o título de S. Patrizio a Villa Ludovisi em 25 de fevereiro seguinte. Presidente delegado da Primeira Assembleia Ordinária do Sínodo dos Bispos, no Vaticano, 1967. Participou da Primeira Assembleia Extraordinária do Sínodo dos Bispos, 1969, e da Segunda Assembleia Ordinária do Sínodo dos Bispos, 1971. Enviado papal especial para a inauguração da Abadia restaurada de Santa Cruz, Cashel, Irlanda, em 5 de outubro de 1975. Ele era um leitor voraz e fumante de cachimbo.
Ao longo das crises sociais da Irlanda dos anos 1960 e 1970, o cardeal esteve envolvido em diversas situações. Ele oficiou os funerais dos mortos no Domingo Sangrento e de outras vítimas católicas, mas ele ia às casas de vítimas de todas as denominações. O cardeal criticou os métodos de interrogatório do Exército, enquanto políticos unionistas o criticaram por não condenar suficientemente o IRA. Em diferentes momentos, ele chamou os terroristas de "monstros" e pessoas que "ofenderam a Majestade de Deus e arrastaram o belo nome da Irlanda para a lama".
Observadores da época disseram que ele negou ao IRA o direito de falar pela Irlanda e se via como o defensor dos interesses católicos. O arcebispo criticou os métodos de interrogatório "brutais" usados pelas forças de segurança e condenou o governo por não fazer o suficiente para impedir os "assassinatos" de católicos por paramilitares leais. Mais tarde, o cardeal se envolveu em tentativas de garantir um fim permanente à violência e disse que seria loucura tentar bombardear um milhão de protestantes em uma Irlanda unida.

O Cardeal Conway faleceu no domingo, 17 de abril de 1977, pacificamente, às 22h30, com seus dois irmãos padres ao lado de sua cama, em Ara Coeli, Armagh, após uma breve batalha contra o câncer, após uma cirurgia para remoção de sua vesícula biliar. A missa de réquiem foi celebrada pelo bispo William Philbin, de Down e Connor, assistido pelos dois irmãos do falecido cardeal. Dois dias depois, seu corpo foi transferido para a catedral; onze arcebispos e bispos da Inglaterra e do País de Gales compareceram ao funeral em 22 de abril, entre eles os cardeais Basil Hume, OSB, Gordon Gray, Timothy Manning, Terence Cooke, Paul Gouyon e Bernard Alfrink. Também estiveram presentes 36 bispos, o presidente da República da Irlanda, Patrick Hillery, o primeiro-ministro Liam Cosgrave, Lord Glentoran, representando a Rainha, o ex-presidente da Irlanda, Cearbhall Ó Dálaigh, assim como a mãe do falecido cardeal, Annie. O corpo foi sepultado no terreno da catedral metropolitana de São Patrício, em Armagh.